# چاه سرخ (بخش مرکزی حاجی‌آباد)
چاه سرخ روستایی در دهستان درآگاه بخش مرکزی شهرستان حاجی‌آباد استان هرمزگان ایران است.

## جمعیت
بر پایه سرشماری عمومی نفوس و مسکن در سال ۱۳۹۵ جمعیت این روستا ۱۳۹ نفر (۳۵خانوار) بوده‌است.